# Castel di Croce
Castel di Croce è una frazione del comune di Rotella, in Provincia di Ascoli Piceno, nelle Marche.

## Storia

Lo stemma dell'allora comune di Castel di Croce

Fino al 1869 era un comune. La frazione è situata nella parte meridionale del comune di Rotella, inoltre  presenta diverse costruzioni medievali. Il territorio che formava il comune di Castel di Croce fa parte della Diocesi di Ascoli Piceno, a differenza del resto del comune di Rotella che appartiene alla Diocesi di San Benedetto del Tronto-Ripatransone-Montalto.